# Čadca
Čadca és una ciutat d'Eslovàquia, a la regió de Žilina, és capital del districte de Čadca. La ciutat està molt a prop de les fronteres amb Polònia i amb la República Txeca. És a 30 km de Žilina, la capital de la regió, a la vora del riu Kysuca.

## Demografia
| Godina             | 1994   | 2004   | 2014   | 2024   |
| ------------------ | ------ | ------ | ------ | ------ |
| Nombre de persones | 26.359 | 26.269 | 24.670 | 22.307 |
| Diferència         |        | −0,34% | −6,08% | −9,57% |

| Godina             | 2023   | 2024   |
| ------------------ | ------ | ------ |
| Nombre de persones | 22.580 | 22.307 |
| Diferència         |        | −1,20% |

## Galeria d'imatges

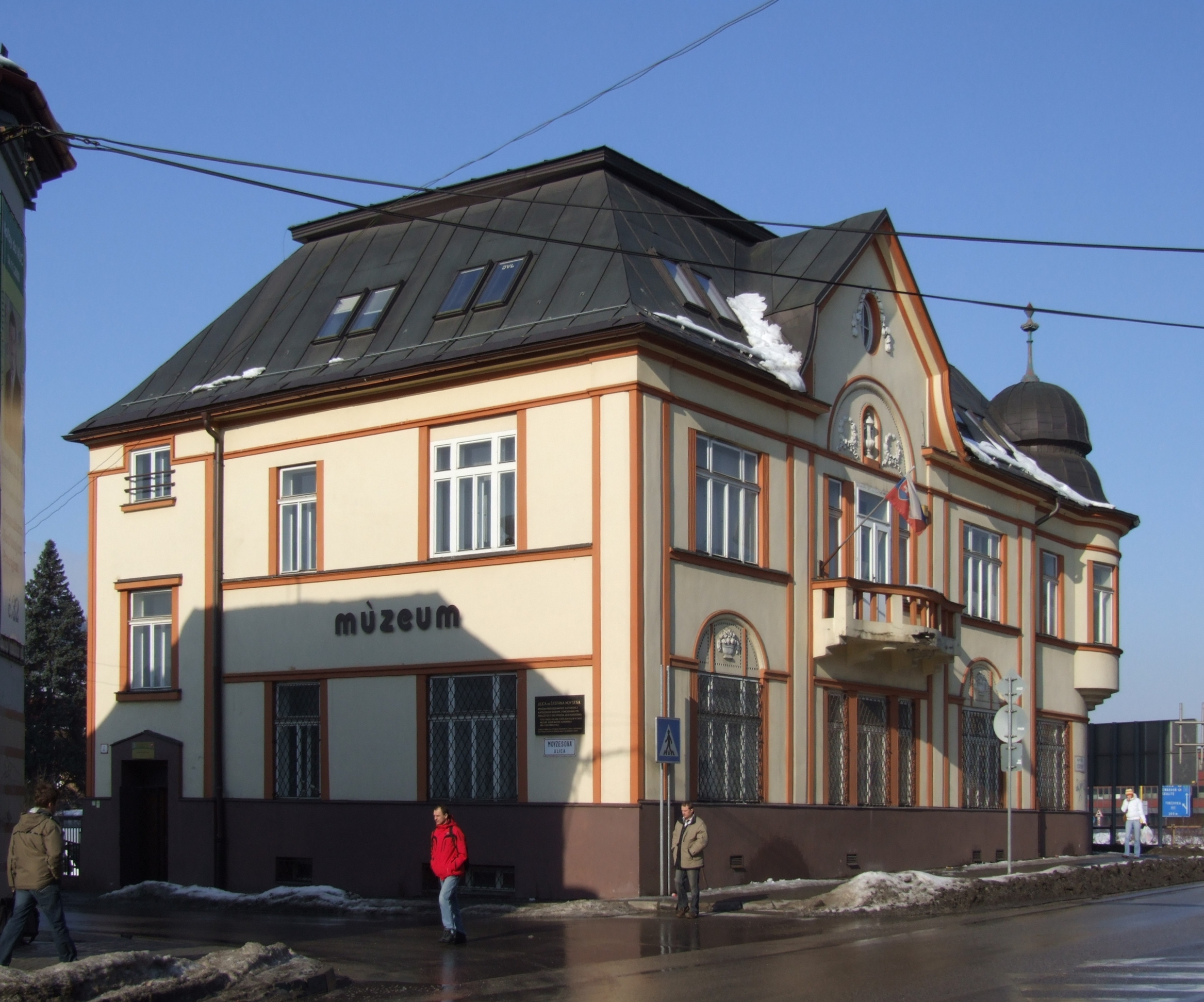
Museu del Kysuca
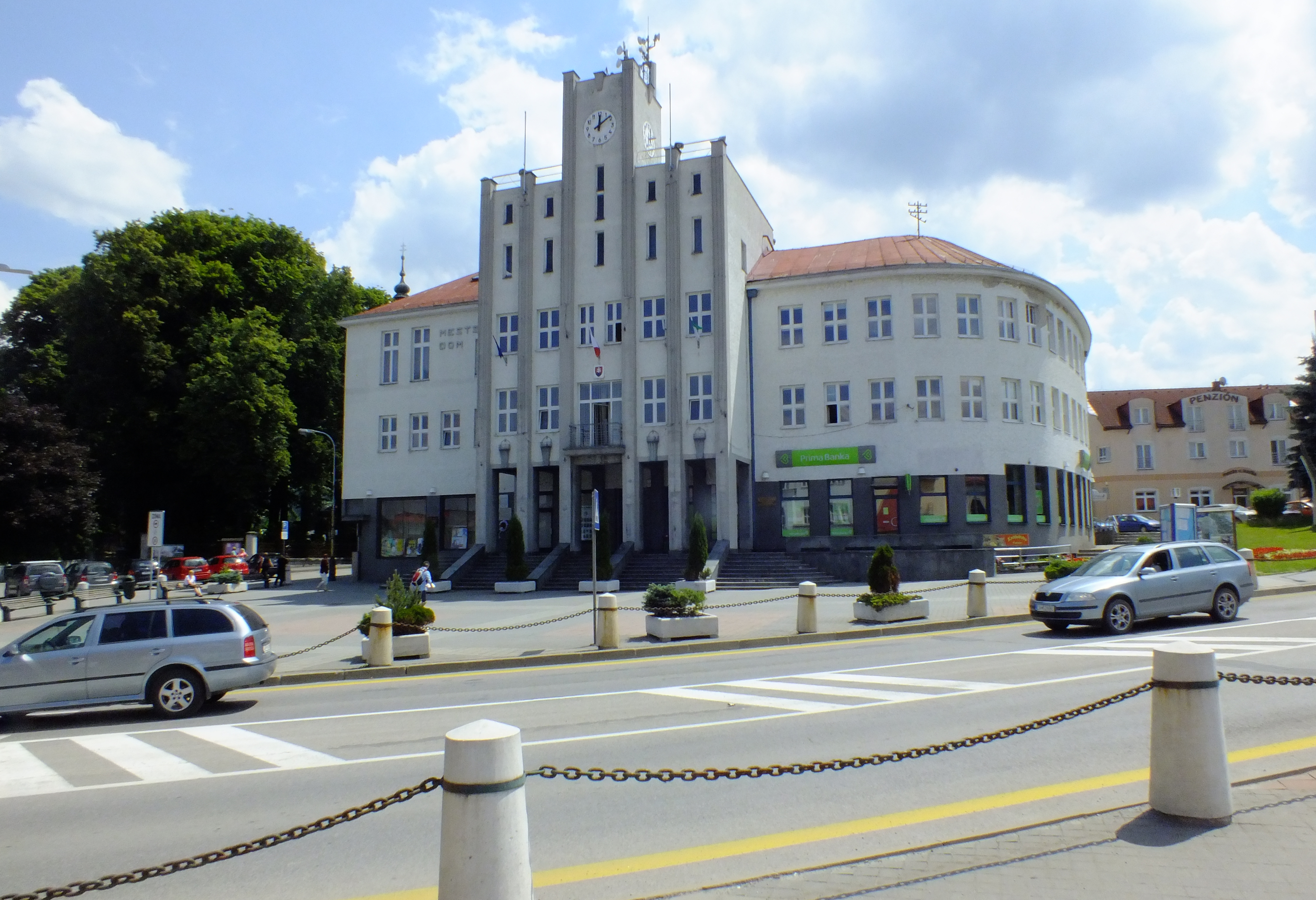
Centre de Čadca
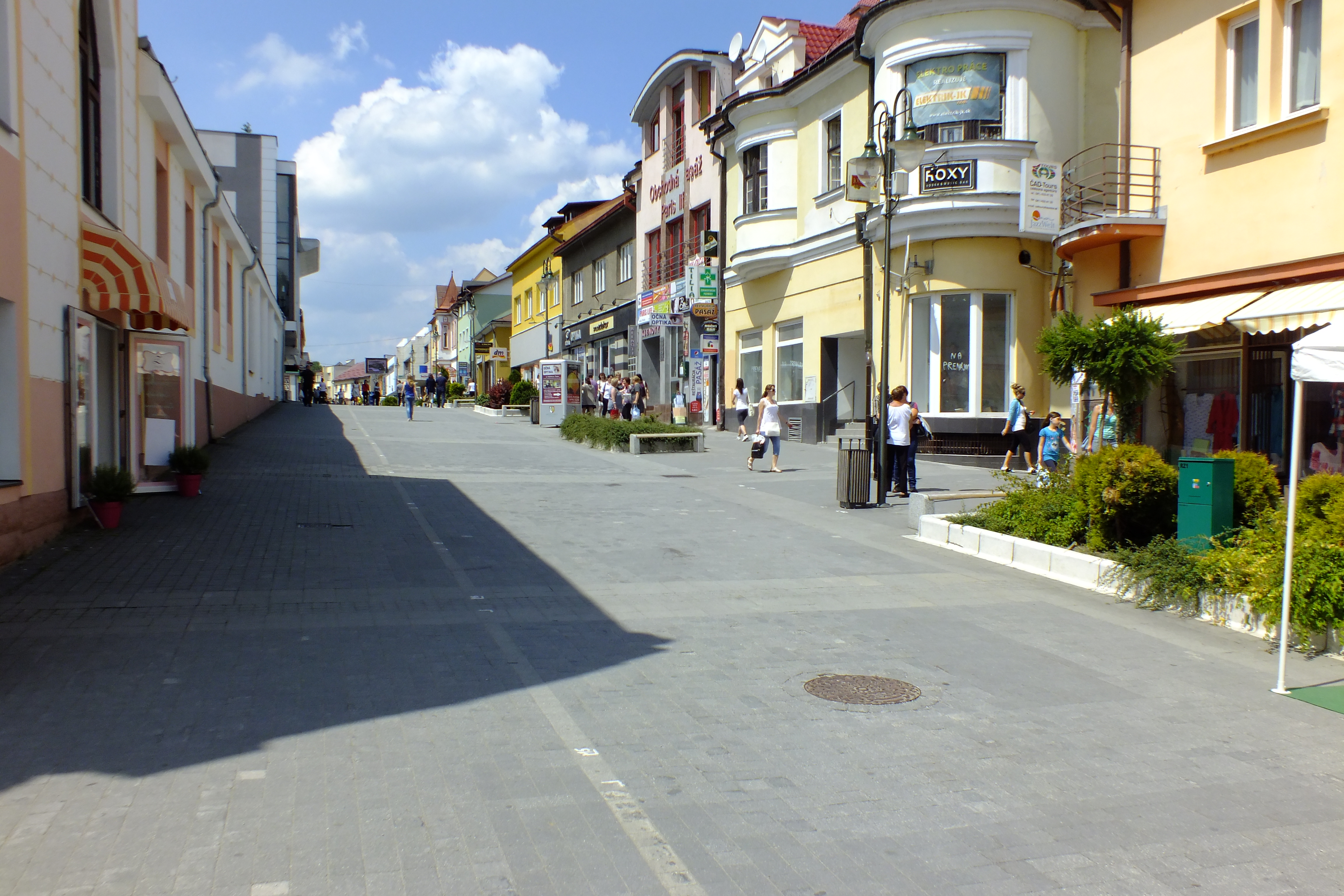
Centre de Čadca

## Ciutats agermanades
- Valašské Meziříčí, República Txeca
- Toruń, Polònia
- Żywiec, Polònia

1. 1 2  «Počet obyvateľov podľa pohlavia - obce (ročne) [om7101rr_obce=AREAS_SK]».   Statistical Office of the Slovak Republic, 31-03-2025. [Consulta: 31 març 2025].